# 1966-os Formula–1 mexikói nagydíj
Az 1966-os Formula–1 világbajnokság kilencedik, egyben szezonzáró futama a mexikói nagydíj volt.

## Futam
1966 utolsó nagydíján, Mexikóvárosban Surteesé lett a pole Clark és Ginther előtt. Ginther a rajt után átvette a vezetést, ahogy az előző évi mexikói nagydíjon is tette. Az amerikait Rindt, Brabham, Hulme, Surtees és Clark követte. A második körben visszaesett Rindt, Surtees és Hulme mögé, míg Brabhamé lett a vezetés. Surtees megelőzte Rindtet, majd a vezető Brabhamet kezdte üldözni, egy kör múlva már a élen autózott és dominálta megnyerte a versenyt. Rindt a 32. körben felfüggesztési hiba miatt a 3. helyről esett. Pozícióját a mexikói Pedro Rodríguez örökölte, aki a 49. körben váltóhiba miatt esett ki. Ekkor Gintheré lett a 3. pozíció, de Hulme az utolsó előtti körben megelőzte.
Az egyéni világbajnokság élén Brabham, Surtees, Rindt, Hulme, Hill, Clark és Stewart zárt. A konstruktőri világbajnokságot a Brabham nyerte a Ferrari és a Cooper előtt.
| Helyezés | #  | Versenyző       | Csapat/Motor    | Futott körök | Idő/Kiesés oka     | Rajthely | Pontszám |
| -------- | -- | --------------- | --------------- | ------------ | ------------------ | -------- | -------- |
| 1        | 7  | John Surtees    | Cooper-Maserati | 65           | 2:06:35,34         | 1        | 9        |
| 2        | 5  | Jack Brabham    | Brabham-Repco   | 65           | + 7,88             | 4        | 6        |
| 3        | 6  | Denny Hulme     | Brabham-Repco   | 64           | + 1 kör            | 6        | 4        |
| 4        | 12 | Richie Ginther  | Honda           | 64           | + 1 kör            | 3        | 3        |
| 5        | 15 | Dan Gurney      | Eagle-Climax    | 64           | + 1 kör            | 9        | 2        |
| 6        | 22 | Jo Bonnier      | Cooper-Maserati | 63           | + 2 kör            | 12       | 1        |
| 7        | 2  | Peter Arundell  | Lotus-BRM       | 61           | + 4 kör            | 17       |          |
| 8        | 14 | Ronnie Bucknum  | Honda           | 60           | + 5 kör            | 13       |          |
| Kiesett  | 11 | Pedro Rodríguez | Lotus-BRM       | 49           | Differenciálmű     | 8        |          |
| Kiesett  | 17 | Bruce McLaren   | McLaren-Ford    | 40           | Motorhiba          | 14       |          |
| Kiesett  | 19 | Jo Siffert      | Cooper-Maserati | 33           | Felfüggesztés      | 11       |          |
| Kiesett  | 8  | Jochen Rindt    | Cooper-Maserati | 32           | Felfüggesztés      | 5        |          |
| Kiesett  | 10 | Innes Ireland   | BRM             | 28           | Erőátvitel         | 16       |          |
| Kiesett  | 4  | Jackie Stewart  | BRM             | 26           | Olajszivárgás      | 10       |          |
| Kiesett  | 16 | Bob Bondurant   | Eagle-Weslake   | 24           | Üzemanyagrendszer  | 18       |          |
| Kiesett  | 3  | Graham Hill     | BRM             | 18           | Motorhiba          | 7        |          |
| Kiesett  | 1  | Jim Clark       | Lotus-BRM       | 9            | Váltó              | 2        |          |
| Kiesett  | 9  | Moises Solana   | Cooper-Maserati | 9            | Motor túlmelegedés | 15       |          |

## A világbajnokság végeredménye
| H   | Versenyzők          | Pont    | H   | Konstruktőrök   | Pont    |
| --- | ------------------- | ------- | --- | --------------- | ------- |
| 1.  | Jack Brabham        | 42 (45) | 1.  | Brabham-Repco   | 42 (49) |
| 2.  | John Surtees        | 28      | 2.  | Ferrari         | 31 (32) |
| 3.  | Jochen Rindt        | 22 (24) | 3.  | Cooper-Maserati | 30 (35) |
| 4.  | Denny Hulme         | 18      | 4.  | BRM             | 22      |
| 5.  | Graham Hill         | 17      | 5.  | Lotus-BRM       | 13      |
| 6.  | Jim Clark           | 16      | 6.  | Lotus-Climax    | 8       |
| 7.  | Jackie Stewart      | 14      | 7.  | Eagle-Climax    | 4       |
| 8.  | Mike Parkes         | 12      | 8.  | Honda           | 3       |
| 9.  | Lorenzo Bandini     | 12      | 9.  | McLaren-Ford    | 2       |
| 10. | Ludovico Scarfiotti | 9       | 10. | Brabham-Climax  | 1       |

(A teljes lista)

### Statisztikák
Vezető helyen:
- Richie Ginther: 1 (1)
- Jack Brabham: 4 (2-5)
- John Surtees: 60 (6-65)

John Surtees 5. győzelme, 7. pole-pozíciója, Richie Ginther 3. leggyorsabb köre.
- Cooper 15. győzelme.

Innes Ireland és Ronnie Bucknum utolsó versenye.